# Simplicius-Quadrille
Die  Simplicius-Quadrille ist eine Quadrille von Johann Strauss Sohn (op. 429). Sie wurde am 19. Februar 1888 im Konzertsaal des Wiener Musikvereins erstmals aufgeführt.

## Einzelnachweis
1. ↑  Quelle: Englische Version des Booklets (Seite 112) in der 52 CDs umfassenden Gesamtausgabe der Orchesterwerke von Johann Strauß (Sohn), Hrsg. Naxos (Label). Das Werk ist als vierter Titel auf der 43. CD zu hören.